# Sylver
Sylver è un gruppo eurodance belga, conosciuto soprattutto per la canzone Turn the Tide. Il gruppo è composto dalla cantante Silvy De Bie (nata il 4 gennaio 1981) e dal tastierista e compositore Wout Van Dessel (nato il 19 ottobre 1974). Regi Penxten dei Milk Inc è il producer e co-compositore.
Silvy iniziò la sua carriera musicale all'età di 9 anni nella serie televisiva belga De Kinderacademie (L'accademia dei ragazzi). La legge belga impedisce ai ragazzi con meno di 16 anni di lavorare, che ad ogni modo pose fine a questa sua carriera. Più tardi tornò con la band Lance.
Wout è un dj belga molto conosciuto. Lui e Silvy si conobbero in una discoteca dove lui era il dj resident.
I Sylver sono stati in tour non solo in Belgio, ma anche in Germania, Nord America, Sudafrica, Asia, Scandinavia ed Est Europa.

## Storia
La band si formò nel 2000 con il nome Liquid feat.Silvy e pubblicò in Francia e in Belgio il singolo "Turn the Tide" mentre nel resto d'Europa fu pubblicato nel 2001; questa loro hit in Germania arrivò con insieme al loro album di debutto Chances che conteneve il singolo "Turn the Tide". Il singolo fini direttamente all'ottavo posto delle classifiche e per otto settimane rimase in seconda posizione, sotto la canzone "Whole Again" delle Atomic Kitten, rimanendo così per dodici settimane nella top 10 delle classifiche. Un mese dopo il loro album debuttò al sedicesimo posto delle classifiche e rimase per 49 settimane nella top 100. Il singolo "Forever in Love" rimase anch'esso in classifica.
Il secondo album Little Things (2003) non ebbe meno successo grazie anche ai singoli Livin' My Life e Why Worry.
Il 2 novembre 2004 pubblicarono il loro terzo album, Nighttime Calls. Il primo singolo da questo album fu "Love is an Angel" il quale entrò subito nelle top 10 delle classifiche belga subito dopo la sua distribuzione, il 20 settembre 2004.
Oltre al sintetizzatore e alla drum machine, i Sylver usano anche come strumenti la chitarra, il pianoforte e vari strumenti a percussione.
Nel maggio 2006 pubblicarono il loro quarto album Crossroads e la traccia maggiore fu "Lay All Your Love On Me" degli ABBA.
I Sylver hanno realizzato anche un quinto album intitolato Sacrifice, che è stato pubblicato l'8 maggio 2009.

## Discografia

### Album studio
- 2001 - Chances
- 2003 - Little Things
- 2004 - Nighttime Calls
- 2006 - Crossroads
- 2009 - Sacrifice
- 2010 - Decade

### Raccolte
- 2007 - 2001-2007 - The Hit Collection

## Singoli
- Turn The Tide (2000)
- Skin (2001, solo in Belgio)
- Forever In Love (2001)
- In Your Eyes (2001)
- Forgiven (2001)
- The Smile Has Left Your Eyes (2002, solo in Spagna)
- Livin' My Life (2003)
- Why Worry (2003)
- Shallow Water/Confused (2003)
- Wild Horses (2003, solo in Belgio)
- Love Is An Angel (2004)
- Make it (2005)
- Take Me Back (2005, solo in Belgio)
- Lay All Your Love On Me (2006)
- One Night Stand (2006, solo in Belgio)
- Why (2006, solo in Belgio)
- The One (2007)
- One World One Dream (2008)
- Rise Again (2008)
- I Hate You Now (2009)
- Foreign Affair (2009)
- Turn The Tide (new version) (2010)